# Friedhelm Busse (Politiker)

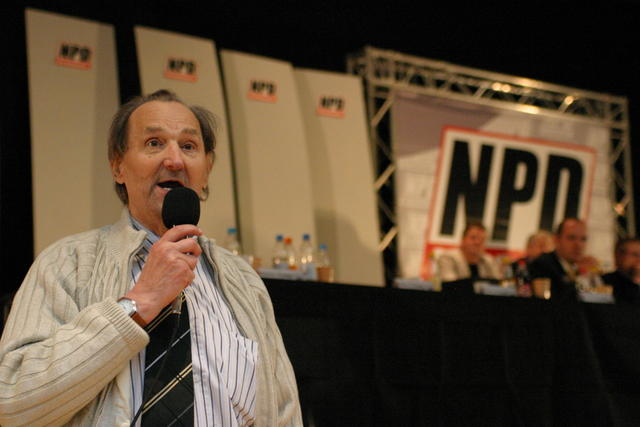
Friedhelm Busse beim NPD-Bundesparteitag 2006

Friedhelm Busse (* 4. Februar 1929 in Bochum; † 23. Juli 2008 in Passau) zählte zu den führenden Köpfen der militanten Neonaziszene in Deutschland. In den 1970er-Jahren prägte er die Entwicklung der militanten extremen Rechten entscheidend mit. Bis zu ihrem Verbot war er Vorsitzender der rechtsextremen FAP.

## Leben

### Jugend in der Zeit des Nationalsozialismus

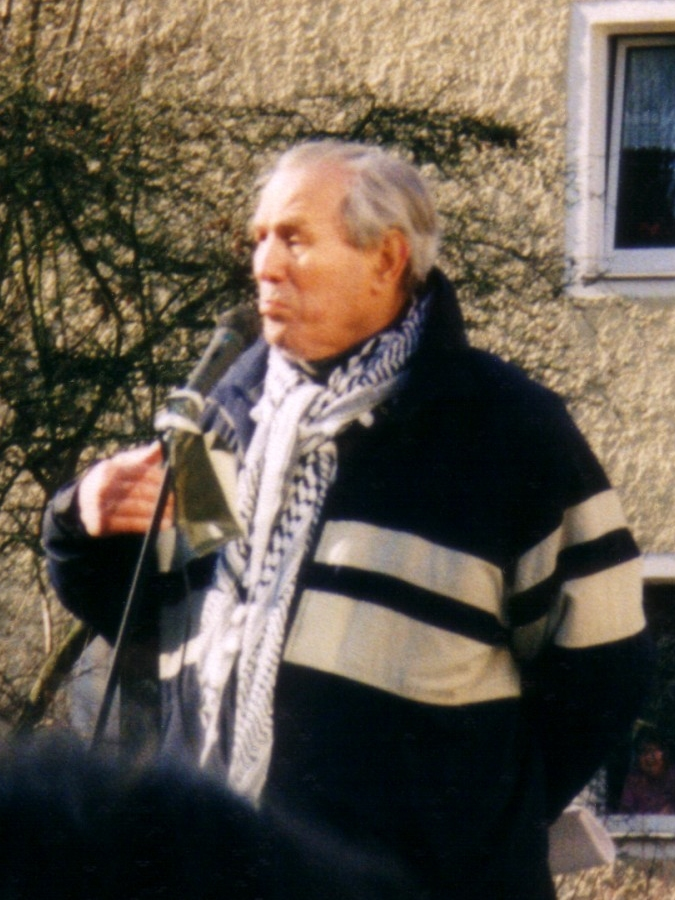
Busse als Redner bei einer Demonstration der Freien Kameradschaften in Hagen am 10. Februar 2001

Der gelernte Schriftsetzer stammte aus einem stark nationalsozialistisch geprägten Elternhaus: Sein Vater, ein späterer SA-Sturmbannführer, war bereits 1920 Mitglied der NSDAP und einer der ersten SA-Männer im „roten“ Ruhrgebiet. Busse war zunächst Mitglied im Deutschen Jungvolk. Nach zwei Jahren Adolf-Hitler-Schule wurde er Ende 1944 zum Volkssturm einberufen. 1945 meldete er sich freiwillig zur Waffen-SS und kämpfte im Frühjahr 1945 in der 12. SS-Panzer-Division „Hitlerjugend“ als Panzerjäger bis April 1945 gegen die vorrückenden Alliierten. Er erlitt geringe Verletzungen an den Beinen und geriet in kurze Kriegsgefangenschaft.

### 1945–1965
In den 1950er Jahren wurde Busse Mitglied und Funktionär des rechtsextremen Bundes Deutscher Jugend (BDJ). Am 31. Mai 1952 wurde er auf dem Pfingsttreffen des BDJ zum ersten Mal wegen gefährlicher Körperverletzung verhaftet und 1953 wegen Beihilfe zur Freiheitsberaubung und Amtsanmaßung zu sechs Wochen Gefängnis verurteilt. Nach seiner Haftentlassung stieß er durch die Vermittlung von Wilhelm Meinberg und Rudi Krüger zur Deutschen Reichspartei (DRP), in der er verschiedene Funktionärsposten übernahm, unter anderem als Kreisvorsitzender in Wattenscheid.
Noch in seiner Zeit bei der DRP engagierte sich Busse für den „Südtiroler Freiheitskampf“. 1963 fand die Polizei bei Busse ein Kilogramm Dynamit; er wurde später zu drei Monaten auf Bewährung wegen Verstoßes gegen das Sprengstoffgesetz verurteilt. Nach seiner Haftentlassung trat er 1965 der NPD bei, in der die DRP aufgegangen war. Er führte den Kreisverband Bochum-Wattenscheid und gehörte dem Landesvorstand in NRW an. Er wurde Leiter des Referates „Sozialpolitik und Gewerkschaftsfragen“.

### 1969–1983
Als die NPD 1969 an der Fünf-Prozent-Hürde scheiterte, entbrannte ein Richtungsstreit. Während die offizielle Parteilinie eine „bürgerliche“ NPD anstrebte, drängte die innerparteiliche Opposition, der auch Busse angehörte, auf eine Radikalisierung der politischen Aussagen. Vor allem der an SA-Schlägertruppen erinnernde Ordnerdienst der NPD, der Ende der 60er Jahre die öffentliche Wahrnehmung der Partei dominierte, polarisierte die Partei. Busse, der bei der Bundestagswahl 1969 für die NPD in Moers kandidiert hatte, war 1970 an der Gründung der Aktion Widerstand beteiligt, die vor allem aktionistisch orientierte Rechte organisieren und mobilisieren sollte. In den Wintermonaten 1970/1971 beteiligte er sich an zahlreichen gewalttätigen Ausschreitungen der Deutsch-Sozialen Aktion (DSA) von Dirk Schwartländer, den er aus der DRP kannte. Aufgrund seiner Festnahme und Beteiligung an einer gewaltsamen Aktion der DSA am 16. Januar 1971 vor der sowjetischen Botschaft in Rolandseck bei Bonn wurde Busse im Mai 1971 aus der NPD ausgeschlossen. Seit 1969 wurde Busse bei seinen Aktionen und Gründungen von seinem Freund, dem ehemaligen Polizeibeamten Peter Weinmann, begleitet. Wie sich später herausstellte, spähte Weinmann als V-Mann „Werner“ für das Bundesamt für Verfassungsschutz die Neonazi-Szene in Busses Umfeld aus. Ab 1976 war Weinmann gleichzeitig für den italienischen Militärgeheimdienst SISMI tätig.
Nur kurz nach seinem Ausschluss aus der NPD gründete Busse mit anderen 1971 in Krefeld die Partei der Arbeit / Deutsche Sozialisten (PdA/DS). Hier sammelten sich die Aktivisten der Deutsch-Sozialen Aktion und der Aktion Widerstand. Unter Busses Führung trat die PdA/DS im Januar 1972 in die Aktion Neue Rechte (ANR) von Siegfried Pöhlmann ein. Busse wurde Landesbeauftragter für Nordrhein-Westfalen, 1973 Mitglied des Bundesvorstandes und Leiter des „Referats Strategie“. Nach einem Richtungsstreit, in dessen Konfliktgegenstand drei Strömungen um die inhaltliche Dominanz konkurriert hatten, setzten sich die „Nationalrevolutionären“ durch. Im Sommer 1973 verließ Busse daher mit seinen „Volkssozialisten“ die ANR.
Im Jahr 1972 verlegte Busse seinen Wohnsitz von Bochum nach Neubiberg bei München.
1975 war er gemeinsam mit anderen einschlägigen Neonazikadern an der Gründung der NSDAP-Aufbauorganisation beteiligt. Busse bezeichnete 1978 den 9. November als „Explosion des deutschen Volkes gegen die jüdische, antideutsche Hetze, gegen die jüdisch-bolschewistische Propaganda“.
Am 20. April 1976 trat er als Redner bei einer Geburtstags-Gedenkfeier für Adolf Hitler vor dessen Geburtshaus auf und wurde deshalb mit einem Einreise- und Aufenthaltsverbot für Österreich belegt.
Bei einer Veranstaltung der Humanistischen Union am 24. März 1981 in München kam es zu massiven Störungen von VSBD-Anhängern unter der Leitung von Busse, diese gipfelten in gewalttätigen Auseinandersetzungen. Am 20. Oktober 1981 wurde Busses Wohnung in Neubiberg zum Ausgangsort für einen versuchten Banküberfall von fünf schwerbewaffneten VSBD-Aktivisten. Zwei von ihnen, Nikolaus Uhl und Kurt Wolfgram, wurden durch die Münchner Polizei erschossen, die anderen festgenommen. 1983 wurde Busse wegen Hehlerei, Strafvereitelung, Begünstigung von Bankräubern und Verstoßes gegen das Waffen- und Sprengstoffgesetz zu einer Freiheitsstrafe von drei Jahren und neun Monaten verurteilt.

### 1983–2000
Nachdem die ANS/NA 1983 verboten worden war, schlossen sich Busse und weitere Anhänger der Freiheitlichen Deutschen Arbeiterpartei (FAP) an. Die FAP entwickelte sich zur Sammlungspartei militanter Neonazis. Es entwickelten sich zwei Lager in der FAP: die Fraktionen um Jürgen Mosler und um Michael Kühnen. Busse wurde als Kandidat der Mosler-Fraktion im November 1988 zum Bundesvorsitzenden der FAP gewählt, der er auch bis zum Ende der Partei blieb; Kühnen verließ 1990 mit seinen Anhängern die Partei. Im Frühjahr 1991 trennte sich auch Jürgen Mosler aufgrund eines Streits mit Busse von der FAP.
Wegen seines Führungsstils schwand Busses Einfluss innerhalb der Neonaziszene seit Anfang der 1990er. Die FAP war nicht mehr die wichtige Sammlungspartei, die sie früher darstellte. Die Ablösung des Kühnen-Flügels und anderer wichtiger Funktionäre hatte einen deutlichen Mitgliederschwund zur Folge gehabt. 1995 wurde die FAP verboten.
1994 war Busse an der Gründung der „Stuttgarter Kameradschaft“ beteiligt. Die Versammlung, an der 187 Neonazis teilnahmen, wurde von der Polizei aufgelöst. Busse wurde im Dezember wegen Weiterführung der verbotenen ANS/NA zu zwanzig Monaten auf Bewährung verurteilt.
Ab Dezember 1997 war Busse Betreiber des „Nationalen Infotelefons“ Bayern und Leiter seiner „Katakomben-Akademie“, die als Kaderschmiede und Schulungseinrichtung fungieren sollte. Er betrieb den „Deutschen politischen Presse- und Informationsdienst“ (dpi) und gab verschiedene Publikationen heraus, wie die Nachrichten – Informationen – Meinungen (NIM), die sich als „Theorieorgan des Nationalen Widerstandes“ versteht, und seit 1999 eine Schriftenreihe Zeitgeschichtliche Dokumente. Auch im Internet war er aktiv und für die Website www.ffranken.com verantwortlich.

### Letzte Jahre
Busse wurde wieder Mitglied der NPD und war regelmäßiger Redner bei Aufmärschen, worauf er von der Polizei mit Redeverboten belegt wurde. Am Tag der Arbeit 2001 wurde er wegen des Satzes „Wenn Deutschland judenfrei ist, brauchen wir kein Auschwitz mehr“ von der Polizei aus einer Demonstration ausgeschlossen. Im Juni 2001 bezeichnete er während einer Kundgebung in Karlsruhe die Gründung der Bundesrepublik Deutschland als kriminellen Akt, forderte die Wiedereinsetzung der NS-Diktatur und belegte Bundesaußenminister Joschka Fischer in antisemitischer Absicht mit dem Namen „Jossele“. Wegen beider Vorfälle wurde er 2002 u. a. wegen Volksverhetzung und Verunglimpfung des Staates und seiner Symbole zu 28 Monaten ohne Bewährung verurteilt.
Am 16. April 2007 trat der mittlerweile schwerkranke Busse eine Restfreiheitsstrafe von 68 Tagen in der Justizvollzugsanstalt St. Georgen-Bayreuth an. Wegen einer Krebserkrankung war die Freiheitsstrafe vorübergehend ausgesetzt worden. Er musste aufgrund seiner körperlichen Gebrechen im Rollstuhl ins Gefängnis gebracht werden.

### Tod und Beerdigung
Friedhelm Busse starb in der Nacht zum 23. Juli 2008. Unter den 90 Gästen der Trauerfeier auf dem Friedhof im Passauer Ortsteil Patriching am 26. Juli 2008 befanden sich die NPD-Politiker Thomas Wulff, Udo Voigt, Sascha Roßmüller, Uwe Meenen und Matthias Fischer, die Kameradschaftsaktivisten Christian Worch und Siegfried Borchardt, die ehemalige Wiking-Jugend-Aktivistin Edda Schmidt, Daniela Wegener von der Hilfsorganisation für nationale politische Gefangene und deren Angehörige und der Deutsche-Partei-Politiker Ulrich Pätzold. Die Polizei griff vier Anhänger Busses und sechs Gegner auf.
Thomas Wulff wurde festgenommen, da er eine Reichskriegsflagge mit Hakenkreuz über dem Sarg ausbreitete. Am Tag nach der Beisetzung wurde das Grab auf Anordnung der Staatsanwaltschaft Passau geöffnet, um die Flagge als Beweismittel sicherzustellen. Wegen des Offizialdeliktes Verwenden von Kennzeichen verfassungswidriger Organisationen (§ 86a StGB) wurde Wulff am 16. Juni 2009 vom Passauer Amtsgericht zu einer Geldstrafe von 120 Tagessätzen verurteilt.

## Filme
- Helden für Deutschland? – Rechtsradikale in der Offensive. Film von Rainer Fromm und Christian Bock, Tele 5, 1992